# Sortez-moi d'ici
Sortez-moi d'ici est une émission de téléréalité d'aventure produite par Productions Déferlantes et diffusée en 2023. Adapté du format anglais I'm a Celebrity… Get Me Out of Here!, il s'agit de la deuxième adaptation francophone du programme après la diffusion de la version française Je suis une célébrité, sortez-moi de là !.

## Animation
Les animateurs de cette émission sont Jean-Philippe Dion et Alexandre Barrette.
Pour la troisième saison le duo est changé. C'est désormais Guy Jodoin et Rosalie Vaillancourt (finaliste de la saison 2), qui animent l'émission.

## Lieu de tournage
L'émission se déroule au cœur de l'Amérique centrale au sein d'une jungle du Costa Rica pour la saison 1 et au Panama pour les saison 2 et 3.

## Concept
Des célébrités québécoises cohabitent dans le milieu hostile d'une jungle de l'Amérique centrale, selon les saisons, et doivent se surpasser à travers des épreuves afin de remporter de l'argent pour l'association qu'ils défendent. Le gagnant remportera la somme de 100 000 dollars canadiens.
Légende :
- Vainqueur
- Deuxième place
- Troisième place
- Finaliste(s)
- En compétition
- Éliminé(e)
- Retour
- Abandon
- Exclusion
- Arrivé plus tard
- Invité(e)

## Saisons

### Saison 1 (2023)
L'émission est diffusée sur TVA à partir du dimanche 19 février 2023 jusqu'au dimanche 14 mai 2023. Le lancement a été une réussite en termes d'audience. 
10 célébrités participent à la première saison. 
| Candidat              | Occupation                                                    | Épisode d'arrivée | Épisode de départ | Statut    |
| --------------------- | ------------------------------------------------------------- | ----------------- | ----------------- | --------- |
| Andréanne A. Malette  | chanteuse                                                     | 2                 | 13                | Vainqueur |
| François Marquis      | médecin                                                       | 1                 | 13                | Deuxième  |
| Nathalie Simard       | chanteuse                                                     | 5                 | 13                | Troisième |
| Nathalie Simard       | chanteuse                                                     | 1                 | 4                 | Troisième |
| Marianne St-Gelais    | Athlète olympique de patinage de vitesse                      | 1                 | 12                | Éliminée  |
| Jean Michel Leblond   | Chef cuisinier                                                | 1                 | 11                | Éliminé   |
| Colette Provencher    | animatrice, présentatrice de météo                            | 1                 | 10                | Éliminée  |
| Rahmane Belkebich     | danseur et finaliste de La France a un incroyable talent 2019 | 1                 | 8                 | Éliminé   |
| Livia Martin          | comédienne, influenceuse                                      | 1                 | 7                 | Éliminée  |
| Jean-François Mercier | humoriste                                                     | 1                 | 6                 | Éliminé   |
| Deano Clavet          | ancien boxeur et acteur                                       | 2                 | 3                 | Éliminé   |

### Saison 2 (2024)
Pour la deuxième saison ce sont à nouveaux 10 célébrités qui participent à la compétition. 
| Candidat             | Occupation                                            | Épisode d'arrivée | Épisode de départ | Statut    |
| -------------------- | ----------------------------------------------------- | ----------------- | ----------------- | --------- |
| Clodine Desrochers   | Ancienne animatrice de télévision                     | 1                 | 12                | Vainqueur |
| Rosalie Vaillancourt | Humoriste et actrice                                  | 1                 | 12                | Deuxième  |
| Dave Morissette      | Animateur de télévision et joueur de Hockey sur glace | 1                 | 12                | Troisième |
| Philippe Laprise     | Humoriste                                             | 1                 | 11                | Éliminé   |
| Alex Perron          | Humoriste, animateur et acteur                        | 7                 | 10                | Éliminé   |
| Alex Perron          | Humoriste, animateur et acteur                        | 1                 | 6                 | Éliminé   |
| Audrey Roger         | Comédienne                                            | 1                 | 9                 | Éliminée  |
| Gildor Roy           | Animateur, comédien et chanteur                       | 7                 | 8                 | Éliminé   |
| Sophie Durocher      | Chroniqueuse média                                    | 1                 | 5                 | Éliminée  |
| Patricia Paquin      | Personnalité de télévision                            | 2                 | 4                 | Éliminée  |
| Sébastien Toutant    | Champion Olympique de snowboard                       | 1                 | 3                 | Éliminé   |

### Saison 3 (2025)
Pour la troisième saison ce sont à nouveaux 10 célébrités qui participent à la compétition. 
L'émission est diffusée à partir du 13 avril 2025. 
| Candidat            | Occupation                                        | Épisode d'arrivée | Épisode de départ | Statut    |
| ------------------- | ------------------------------------------------- | ----------------- | ----------------- | --------- |
| Jean-Michel Anctil  | Animateur de télévision et comédien               | 2                 | 10                | Vainqueur |
| Marc-Antoine Dequoy | Joueur de football                                | 1                 | 10                | Deuxième  |
| Gino Chouinard      | Animateur de télévision                           | 1                 | 10                | Troisième |
| Brigitte Lafleur    | Comédienne                                        | 1                 | 10                | Éliminée  |
| Naadei Lyonnais     | Comédienne et animatrice de télévision            | 1                 | 9                 | Éliminée  |
| Jeff Boudreault     | Comédien                                          | 8                 | 8                 | Éliminé   |
| Jeff Boudreault     | Comédien                                          | 1                 | 7                 | Éliminé   |
| Sonia Vachon        | Comédienne                                        | 2                 | 6                 | Éliminée  |
| Pascal Morrissette  | Animateur de télévision                           | 1                 | 5                 | Éliminé   |
| Chloée Deblois      | Créatrice de contenue et animatrice de télévision | 1                 | 4                 | Éliminée  |
| Kim Rusk            | Animatrice de télévision                          | 1                 | 3                 | Éliminée  |

- Kim a remporté Loft Story 3 en 2006.
- Marc-Antoine a participé à Big Brother Célébrités 2 en 2022.